# Лебедєв В'ячеслав Федорович
Лебедєв В'ячеслав Федорович (02 грудня 1943) — директор Дзержинського хлібокомбінату, депутат Донецької обласної ради, почесний громадянин міста Дзержинська.

## Біографія
Лебедєв В. Ф. народився 2 грудня 1943 року в селищі станції Атамоновка Читинської області в багатодітній родині залізничника. Його батько, Федор Петрович, працював машиністом паровоза і в роки німецько-радянської війни призову в армію не підлягав.
Після закінчення війни сім'я деякий час жила на Сахаліні, а потім переїхала в Донбас у місто Чистяково (нині Торез).
Закінчивши десятирічку, В'ячеслав працював токарем на електротехнічному заводі. 1963—1965 роки — військова служба.
Після демобілізації, вступивши на заочне відділення Київського технологічного інституту харчової промисловості, почав працювати на Торезському хлібозаводі кочегаром виробничих печей. Закінчивши інститут, В'ячеслав Лебедєв переїхав до міста Шахтарськ, де протягом 8-ми років працював на посадах інженера з техніки безпеки, головного механіка і головного інженера заводу.
У 1980 році В'ячеслав Федорович Лебедєв був призначений директором Дзержинського хлібозаводу. У 90-і роки, незважаючи на труднощі сучасного життя, Лебедєв, зміг з мінімальними втратами пристосувати підприємство до жорстких умов ринку. Проведено подальше технічне переозброєння підприємства. Тут тепер є млин, маслоцех, макаронний цех, свій спеціалізований автотранспорт для підвезення хлібобулочних виробів. Організовано мережу фірмових магазинів у місті та селищах, налагоджена виїзна торгівля у віддалених районах. Хлібокомбінат надає спонсорську допомогу дітям-сиротам з міського притулку, школи-інтернату та ПТУ № 73, а також дитячо-юнацькій спортивній школі, колективам художньої самодіяльності при ДК «Україні» і гурткам міського центру дитячої творчості.
В'ячеслав Федорович Лебедєв очолював колектив Дзержинського хлібокомбінату протягом більш 25 років, обирався депутатом Донецької обласної ради, п'ять разів до складу Дзержинської міської ради депутатів. Ветерани міста обрали його до складу міської ради Дзержинської організації ветеранів України.

## Нагороди, звання
За вагомий внесок у розвиток підприємства і міста, а також благодійну діяльність Лебедєв Вячеслав Федорович нагороджений Почесними грамотами Верховної Ради та Кабінету Міністрів України, а рішенням виконкому Дзержинської міськради депутатів йому присвоєно звання «Почесний громадянин міста Дзержинська».